# Émile Waldteufel

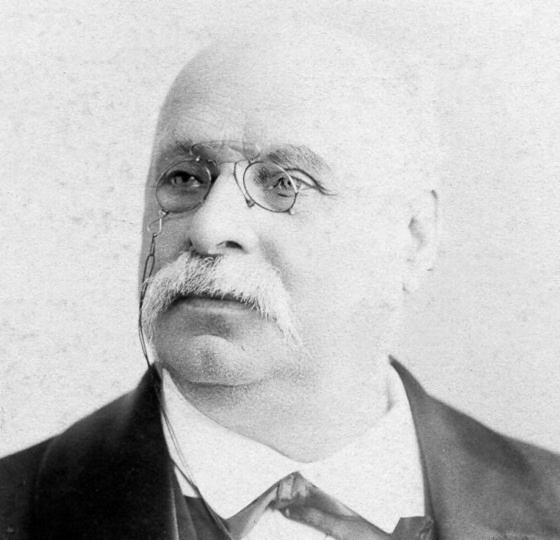
Émile Waldteufel.

Charles Émile Lévy, conocido como Émile Waldteufel (Estrasburgo, 9 de diciembre de 1837 - París, 12 de febrero de 1915), fue un compositor francés tanto de música popular como de numerosas obras para piano, tales como valses y polkas.

## Biografía
Waldteufel (en alemán: 'diablo del bosque') nació en Alsacia en una familia de músicos judíos. Su padre, Louis, tenía una orquesta, y su hermano Léon era un muy querido músico. Cuando Léon ingresó al Conservatorio de París como estudiante de violín, la familia entera se trasladó allí. Fue en París donde Émile pasaría el resto de su vida.
Estudió piano en el Conservatorio de París desde 1853 hasta 1857. Entre sus compañeros estaban Jules Massenet y Georges Bizet, los famosos compositores de ópera. Durante este tiempo, la orquesta de su padre se convirtió en una de la más famosas y frecuentemente se lo invitaba a tocar en los eventos importantes.
A la edad de 28 años Émile llegó a ser pianista de la corte de la emperatriz Eugenia. Después de que la Guerra Franco Prusiana hubo disuelto el Segundo Imperio francés, la orquesta tocaba en los pasillos presidenciales en el Palacio del Elíseo; en este tiempo sólo unos miembros de la alta sociedad francesa sabían de Émile, el cual tenía ya 40 años antes de que se hiciera conocido.
En octubre de 1874 Waldteufel tocó en un concierto al que asistió el príncipe de Gales y futuro rey Eduardo VII del Reino Unido. El príncipe quedó cautivado por su vals "Manolo", y eso bastó para hacer la música de Waldteufel conocida en Gran Bretaña. 
En 1915 Émile Waldteufel murió a la edad de 77 años en París. Su esposa, la cantante Célestine Dufau, había muerto durante el año anterior. Tuvieron dos hijos y una hija. Los restos mortales del compositor reposan en el Cementerio del Père-Lachaise de París.

### Composiciones de Waldteufel
- Mello vals op. 123 (1866)
- Dans le champs polka-mazurka op. 125 In the Fields (1868)
- Térésa (Antoinette) vals op. 133 (1864)
- Bien aimès vals Op.143 (1875)
- Entre nous vals op. 144 (1876)
- Violettes vals op. 148 Violets (1876)
- Mon rêve vals op. 151 My Dream (1877)
- Les Sirènes vals op. 154 The Sirens (1878)
- Pomone vals op. 155 Pomona (1877)
- Très Jolie vals op. 159 Very Lovely! (1878)
- Bonne Bouche polka op. 163 Bella Bocca (1878)
- Pluie de diamants vals op. 160 Rain of Diamonds or Golden Rain (1879)
- Ma charmante vals op. 166 My Charming Lady (1879)
- Dolorès vals op. 170 (1880)
- Chantilly, Walzer, Op.171 (1880)
- Solitude vals op. 174 (1881)
- La Source vals op. 180 (1882)
- Les Patineurs vals op. 183 Los patinadores (1882), una de sus obras más conocidas, ha sido utilizada en bandas sonoras de películas, series, animación y videojuegos.
- Estudiantina vals op. 191 Band of Students (1883)
- España vals op. 236 (1886), una obra también muy conocida en el ámbito hispano.
- Les Grenadiers vals militar op. 207 The Grenadiers (1886)
- Coquetterie vals op. 218 (1887)
- Acclamations vals op. 223 (1888)
- Rococo-Polka op. 232 (1888)
- Vision valse op. 235 Visions (1888)

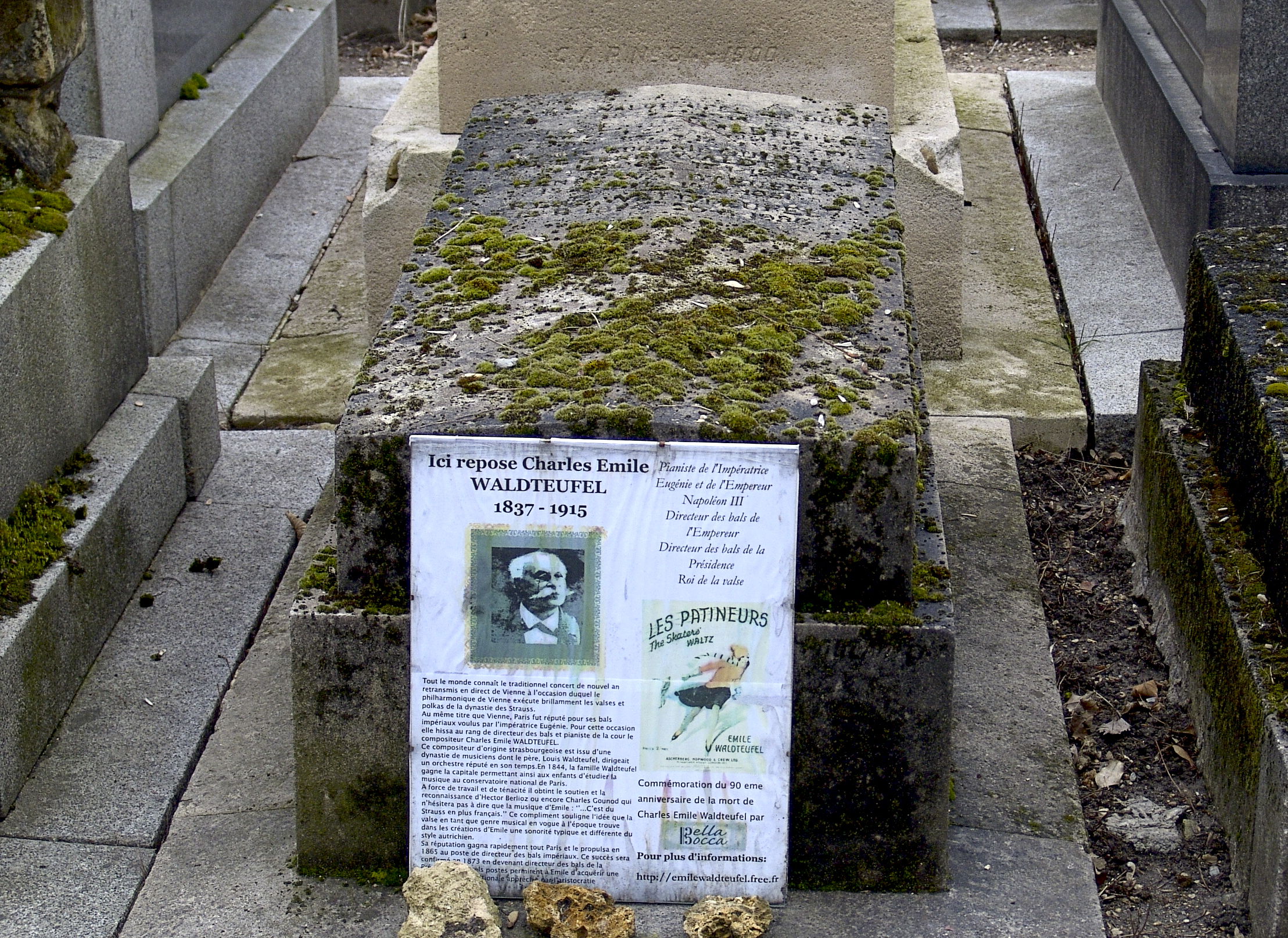
La tumba de Emile Waldteufel - cementerio del Père-Lachaise.